# Santiago Dellapè
Santiago Dellapè (La Plata, 9 maggio 1978) è un ex rugbista a 15 italiano di origine argentina, in carriera attivo nel ruolo di seconda linea e 64 volte internazionale per l'Italia.

## Biografia
Nato e cresciuto in Argentina ma di ascendenze italiane, Dellapè giunse in Italia nel 2000 ingaggiato dall'Aquila, club nel quale rimase una stagione soltanto.
Trasferitosi nel 2001 al Viadana, vinse subito il campionato e, nel corso della sua permanenza in tale club, ricevette anche la convocazione per la Nazionale italiana; esordì il 2 febbraio 2002 contro la Francia in quell'edizione del Sei Nazioni.
Nel 2002, dopo lo scudetto vinto con il Viadana, passò al Benetton Treviso, con cui si laureò campione d'Italia per due anni consecutivi, nel 2003 e 2004; il C.T. della Nazionale John Kirwan inserì Dellapè tra i convocati alla Coppa del Mondo di rugby 2003 in Australia.
Dopo tre scudetti consecutivi in Italia Dellapè firmò un ingaggio con i francesi dell'Agen, poi, dopo ulteriori due stagioni, nel 2006 si trasferì al Biarritz.
Il - nel frattempo subentrato - C.T. della Nazionale Pierre Berbizier convocò Dellapè per la Coppa del Mondo di rugby 2007 in Francia.
Anche il nuovo C.T. Nick Mallett mantenne Dellapè nella rosa della Nazionale: questi infatti prese parte a due gare del Sei Nazioni 2008 e al tour estivo in Sudafrica e Argentina.
Nell'estate 2008 Dellapè si trasferì nel Tolone; a circa metà stagione passò al Racing Métro 92, compagine parigina all'epoca in Pro D2 e successivamente promossa nel Top 14.
Dopo il Sei Nazioni 2011 Dellapè annunciò il suo ritiro internazionale, dopo 64 incontri per l'Italia.

## Palmarès
- Campionati italiani: 3
Viadana: 2001-02
Benetton Treviso: 2002-03, 2003-04